# Klugella buski
Klugella buski är en mossdjursart som beskrevs av Roxanne Irene Hastings 1943. Klugella buski ingår i släktet Klugella och familjen Bugulidae. Inga underarter finns listade i Catalogue of Life.